# Kommandierender General

Korps der Bundeswehr, hier Stander eines KG

Kommandierender General (in Abkürzungen KG) ist die Bezeichnung einer militärischen Dienststellung im Heer und der Luftwaffe für den Führer eines Großverbands ab der Korps-Ebene aufwärts.

## Bundeswehr
In der Bundeswehr hat ein Kommandierender General in der Regel den Dienstgrad eines Generalleutnants inne. Im Kalten Krieg wurden die Großverbände oberhalb der deutschen Korps (I., II., III., IV.) von einem General eines Mitgliedstaates der NATO geführt. Das Korps war die letzte rein nationale Führungsebene. Heute führen unter anderem die militärischen Führer folgender höherer Kommandobehörden die Dienststellungsbezeichnung Kommandierender General:
- I. Deutsch-Niederländisches Corps
- Eurokorps
- Multinationales Korps Nord-Ost
- Luftwaffentruppenkommando
- Multinationales Kommando Operative Führung

## Deutsches Reich

Armeekorps der Wehrmacht, hier Stander eines KG

Da bis zum Ersten Weltkrieg in Friedenszeiten Formationen oberhalb der Korps-Ebene (Armee, Heeresgruppe) nicht bekannt waren und die Korps direkt durch den militärischen Befehlshaber geführt wurden, genossen die KG eine herausragende Stellung im militärischen und staatlichen Gefüge; so stand ihnen unter anderem Immediatrecht beim Deutschen Kaiser zu, nicht zuletzt, da sie auch als ‚Botschafter‘ des Militärs innerhalb der Gesellschaft agieren sollten. Kommandierende Generale standen in der Regel im Rang eines Generals der Infanterie bzw. der Kavallerie oder der Artillerie.

## Schweiz
In der Schweizer Armee heißt der Führer eines Korps Korpskommandant (KKdt; commandant de corps, comandante di corpo).

## In anderen Ländern
Bei den US-Streitkräften werden Generale, die einen Großverband oder ein Kommando führen, Commanding General genannt. Im britischen Heer lautet die entsprechende Bezeichnung General Officer Commanding, bei höheren Kommandobehörden ab Armee General Officer Commanding-in-Chief. Die Dienstpostenbezeichnung ist davon unabhängig und lautet Oberbefehlshaber, Befehlshaber, Kommandierender General oder Kommandeur.
In den französischen Streitkräften gab und gibt es keinen vergleichbaren Begriff für einen solchen Dienstposten. Das vergleichsweise „Chef de corps“ ist nur die allgemeine Bezeichnung für den Kommandeur eines beliebigen Truppenkörpers.